# Kemal Alispahić
Kemal Alispahić (Szarajevó, Jugoszlávia, 1965. március 13. –) boszniai labdarúgó, középpályás, edző.

## Pályafutása

### Klubcsapatokban
1975-tól a Sarajevo utánpótlásában ismerkedett meg a labdarúgással. 1983-ban az FK Iskra csapatához igazolt. Az Iskra aranygenerációjának tagja volt, amikor a klub 1984-ben feljutott a jugoszláv másodosztályból az első osztályba, és megnyerte az 1984–85-ös Mitropa Kupát is. A következő években a Željezničar Sarajevo és a Sloboda Užice következett. 1989-ben Németországba igazolt, a Duisburg és az FC Remscheid csapatában játszott. 1993-ban a török Kayserisport erősítette, 37 bajnoki mérkőzésen 4 gólt szerzett. A játékoskarrierjét 1996-ban Svájcban, a Lausanne-Sportnál fejezte be.

### Edzőként
Menedzseri pályafutása során először egy hazai klubot, a Sarajevót irányította.
A későbbiekben Iránban, Azerbajdzsánban, Tádzsikisztánban, Bosznia-Hercegovinában, Jordániában,  Szaúd-Arábiában és Japánban is megfordult.
Nemzeti csapatok közül a 23 éven aluli és a felnőtt tádzsik válogatottat irányította.
A legsikeresebb az Al-Ittihad Aleppóban volt, megnyerte a 2010–11-es Szíria kupát.